# Cerámica griega

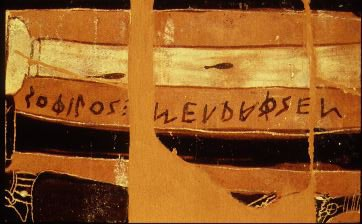
Firma del famoso pintor Sófilos: Sófilos m' egrafsen (Sófilos me pintó).

Cerámica griega reúne el conjunto de recipientes y el capítulo complementario dedicado a la pintura de vasos griegos. Nacida en el Oriente Próximo, alcanzó en la Antigua Grecia un alto nivel de calidad artística, dejando además importante información sobre la vida y la cultura de los antiguos griegos.
Se conservan numerosos ejemplares de vasos y probablemente representa una parte ínfima de la producción: más de 50.000 vasos provenientes de Atenas subsisten. Por otra parte, los otros objetos han sido destruidos, por el tiempo (madera, tejidos, pigmentos de pintura), o por la mano del hombre, o para su reutilización (piedra, bronce, metales preciosos). 

## Cronología de la cerámica griega y sus estilos.
En la Antigua Grecia el torno de alfarero se introdujo, probablemente procedente de Asia, a finales del III milenio a. C. La cerámica autóctona aparece a principios del II milenio a. C. y durante los siglos siguientes se realizaba en general en arcilla refinada, decorada simplemente con una pintura mate.

### Estilo minoico
Poco después del 2000 a. C. aparece a lo largo de toda Grecia un estilo de cerámica que Heinrich Schliemann denominó cerámica miniana o minia, pues fue el primero en encontrarla, en Orcómeno (en Beocia), patria tradicional de los minios. Es un estilo de cerámica sorprendente que se distingue por la superficie barnizada en un gris mate de alta calidad. Parece que la introdujeron los indoeuropeos durante su invasión.

### Estilo micénico
Al principio de la época micénica, cerca 1600 a. C., la cerámica que aparece está animada con nuevos motivos de elementos tomados de la naturaleza. Después del 1400 a. C. esta cerámica micénica fue la predominante. Estaba influida fuertemente por los estilos de la Creta minoica. Lo más destacado son las jarras de estilo palacial, jarras de almacenamiento muy elegantes, decoradas con llamativos motivos florales y marinos.

### Estilosubmicénico
Después del 1200 a. C. y de la caída de la civilización micénica, se reduce la presencia de cerámica. Persistió una cerámica hecha con el torno de alfarero que coexistió con otro tipo de cerámica hecha a mano llamada cerámica bárbara, pero su presencia no se da en todas las regiones de Grecia.

### Estilo protogeométrico

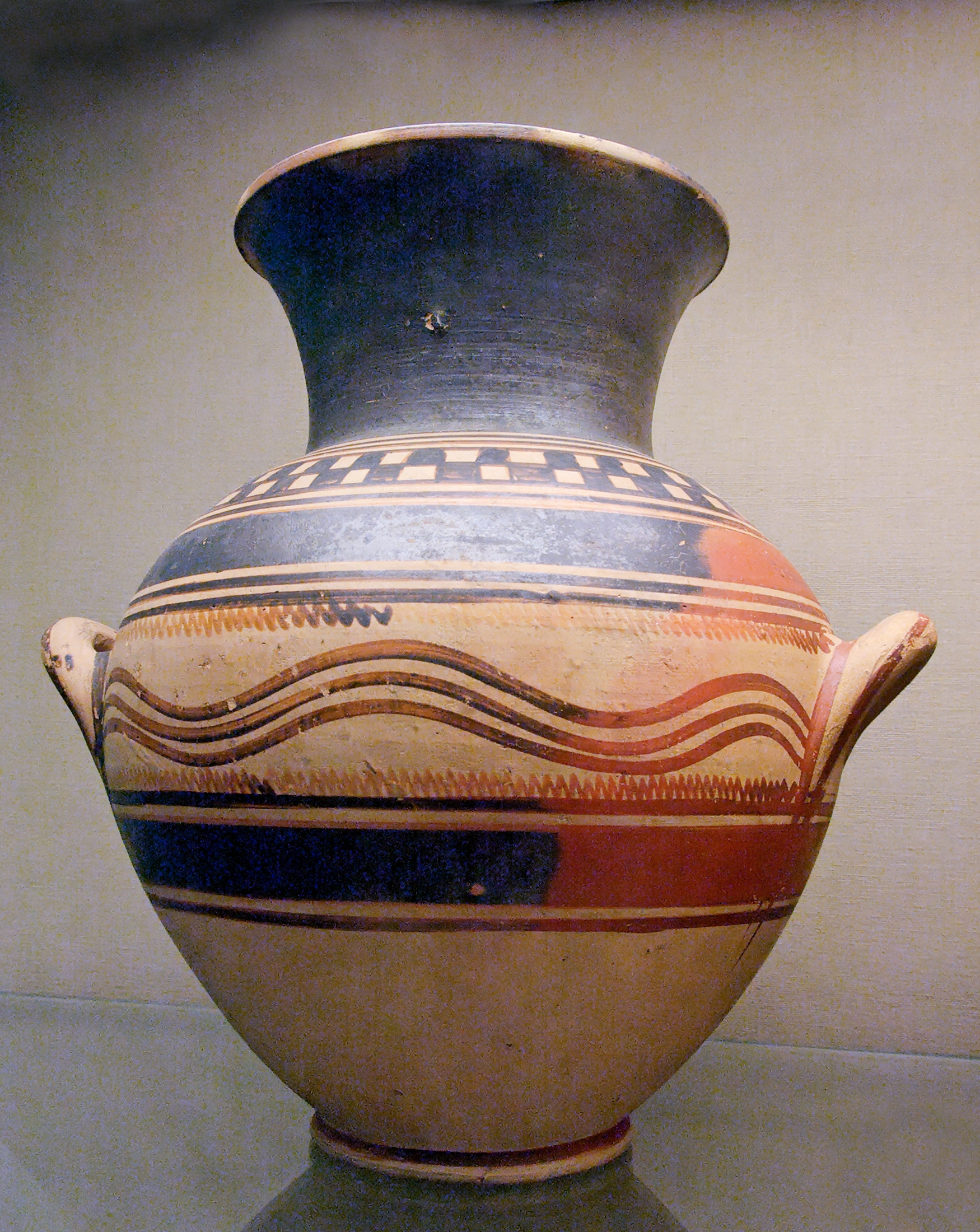
Ánfora panzuda con asas, 950-900 a. C., British Museum.

Los vasos del periodo protogeométrico (c. 1050 a. C.-900 a. C.) constituyen el testimonio artístico esencial del principio de la Edad Oscura. La escultura de grandes proporciones aún no era conocida, y a la pintura mural le faltaba un elemento fundamental para su desarrollo: los soportes murales dignos de este nombre. Muchas otras formas artísticas (grabado de marfil, joyería, trabajo de metales) sufrieron una recesión similar.
En cambio, la producción cerámica no se extinguió, en particular en Atenas. Los vasos eran decorados con motivos barnizados de color negro brillante, descendiente de la Edad del Bronce. A veces retoman motivos micénicos (líneas ondulantes trazadas a mano), pero los nuevos motivos (semicírculos, círculos concéntricos) eran diseñados con sumo cuidado, con compás o con peine. La decoración era simple y se adaptaba a la forma del vaso subrayando las formas con anchos trazos horizontales o con bandas negras.
El sitio de Lefkandi es uno de los principales lugares de donde provienen las cerámicas de este periodo. Se descubrió una figurilla excepcional de un centauro, de una altura de 36 cm. Su forma es muy estilizada, y su cuerpo está decorado con plumeados y con formas geométricas.

### Estilo geométrico

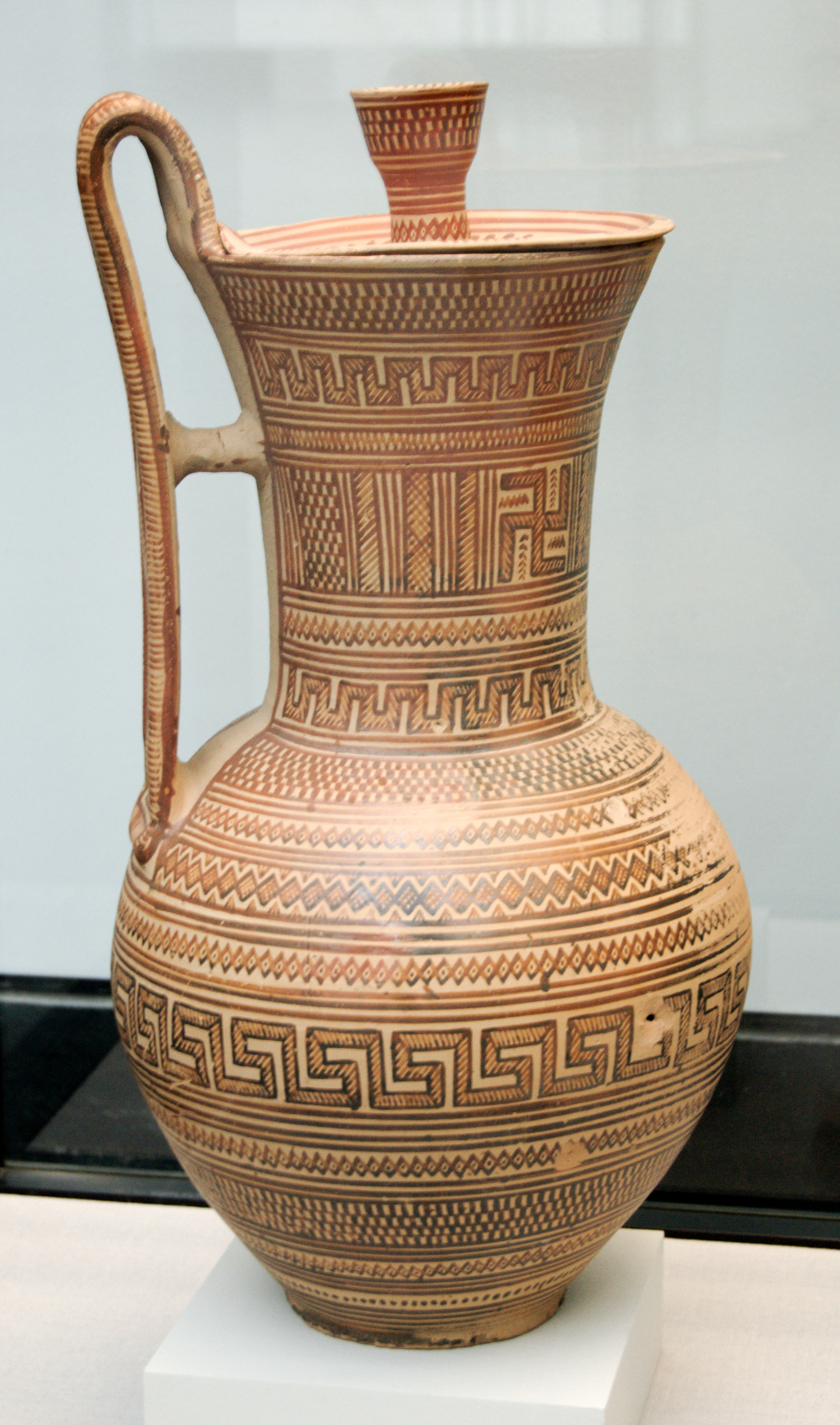
Vaso ático, c. 740 a. C., Staatliche Antikensammlungen de Múnich.

El arte geométrico floreció en los siglos IX y VIII a. C. Se caracteriza por nuevos motivos, rompiendo con la iconografía minoica y micénica: meandros, triángulos y otras figuras geométricas (de ahí proviene el nombre del periodo). Están dispuestos en bandas separadas de las zonas negras por líneas triples. Pasado el tiempo, el equilibrio entre las bandas decoradas y las bandas sombreadas se rompió en favor de la decoración: los meandros y otros motivos terminaron por cubrir todo el vaso.
Mientras que en el geométrico antiguo (c. 900 a. C.-850 a. C.) no se encuentran motivos geométricos, en el que se conoce como estilo de «Dipilón negro», que se caracteriza por un amplio uso de barniz negro, en el geométrico medio (c. 850-770 a. C.), hace su aparición la decoración figurativa con los primeros frisos de animales idénticos (caballos, ciervos, cabras, ocas, etc.) que en adelante alternan con las bandas de motivos geométricos. Paralelamente, la decoración se complica y se vuelve cada vez más abundante: las zonas vacías se rellenan con rosetas o esvásticas decorativas. Este paso es llamado «horror vacui» y no terminará hasta el final del estilo geométrico.

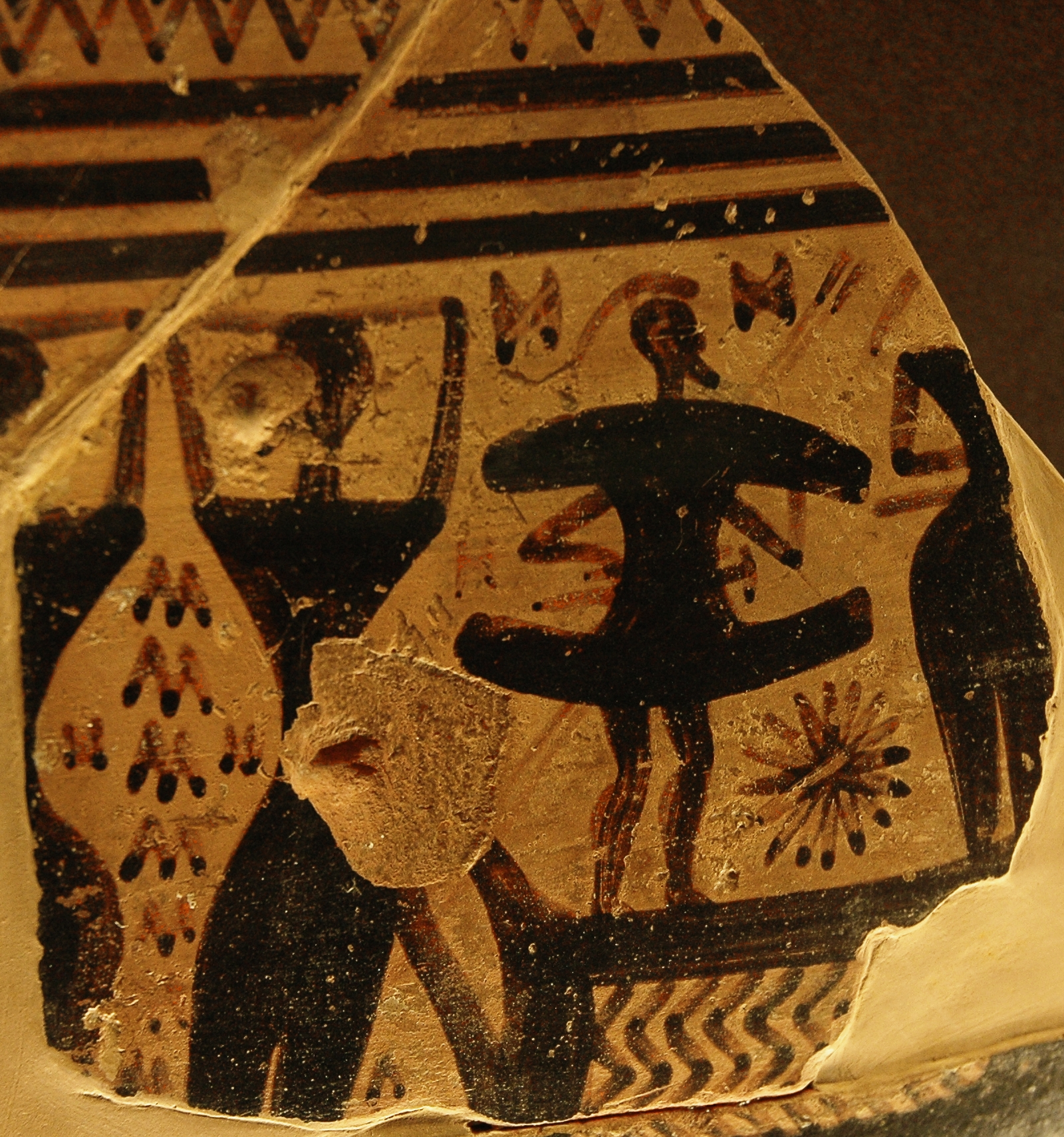
Fragmento de una crátera del Pintor de Dipilón, h. 750-725 a. C., Museo del Louvre.

A mediados del siglo VIII a. C. aparecieron las figuras humanas en la decoración. Las representaciones más conocidas son las de los vasos hallados en Dipilón, uno de los cementerios de Atenas. Los fragmentos de estos grandes vasos funerarios muestran principalmente desfiles de carros de guerra y de guerreros. También escenas funerarias como: griego antiguo πρόθεσις, próthesis (exposición del muerto y lamentación) o ἐκφορά, ekphorá (transporte del ataúd al cementerio). Los cuerpos son representados de manera geométrica con la excepción de las pantorrillas, bastante protuberantes. En el caso de los soldados, un escudo en forma de diábolo, apodado «escudo Dipilón» por su diseño característico, cubre la parte central del cuerpo. Las patas y los cuellos de los caballos, las ruedas de los carros son representadas unos al lado de otros. La mano de un pintor de esta época, llamado a falta de firma «Pintor de Dipilón», ha podido ser identificada en varias obras, sobre todo en ánforas monumentales.
Al final del periodo aparecieron representaciones mitológicas, probablemente coincidente en la época en que Homero dio forma a las tradiciones del Ciclo troyano en la Ilíada y la Odisea. Sin embargo, la interpretación constituye un riesgo para un observador moderno: un enfrentamiento entre dos guerreros puede ser tanto un duelo homérico como simple combate; un barco encallado puede representar el naufragio de Odiseo o de quien sea.
Finalmente, las escuelas locales aparecieron en Grecia. La producción de vasos nunca fue exclusiva de Atenas —está bien atestiguado desde el periodo protogeométrico en Corinto, en Beocia, en Argos, en Creta y en las Cícladas—, los pintores y alfareros se contentaron durante mucho tiempo con seguir el estilo ático. En adelante, crearon su propio estilo: Argos se especializó en las escenas figurativas, Creta estuvo vinculada a un geometrismo más estricto.

### Estilo orientalizante

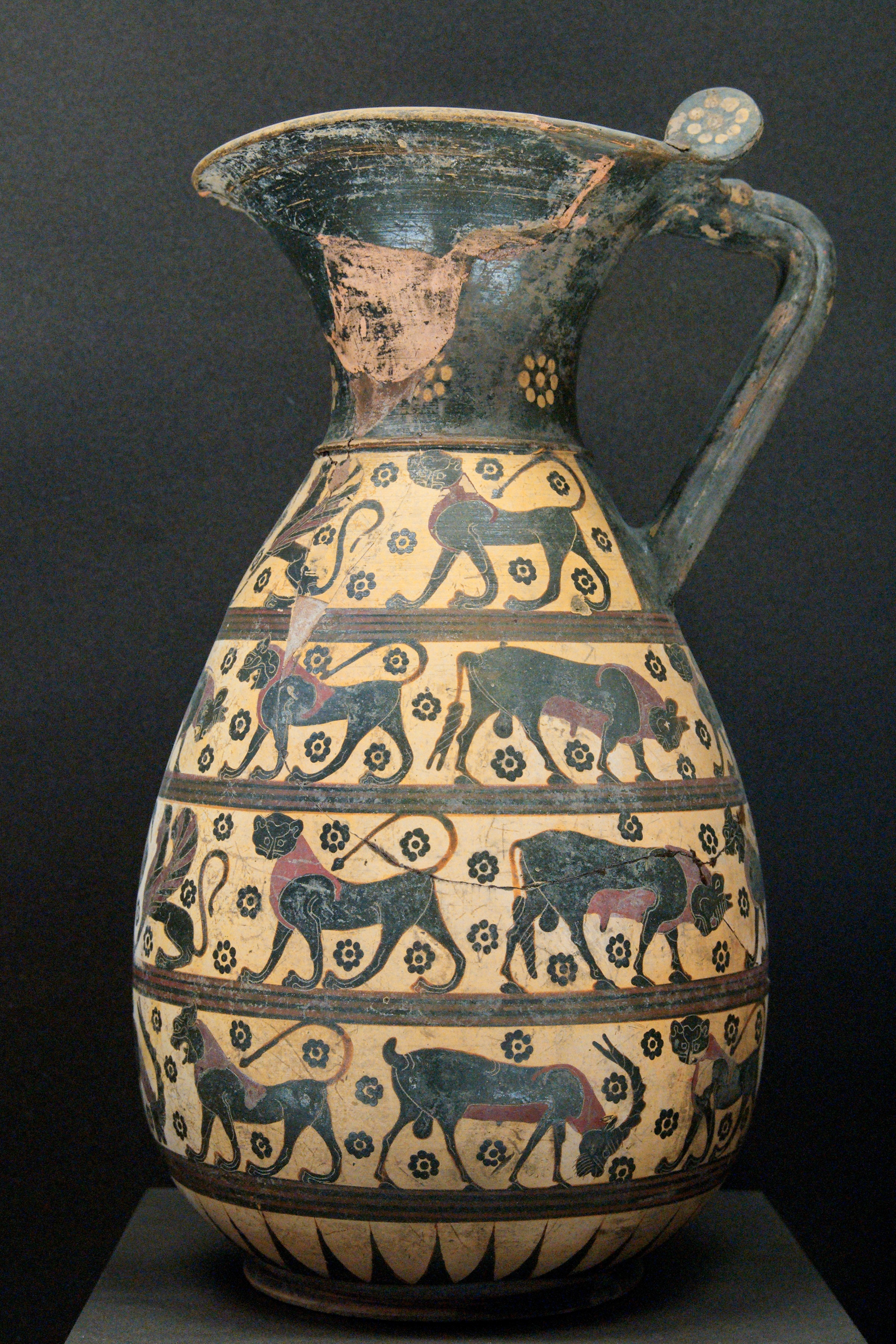
Olpe protocorintio con animales y esfinges, h. 640-630 a. C., Museo del Louvre.

A finales del siglo  VIII a. C. se desarrolló un estilo denominado orientalizante, resultado de la renovación de los contactos con Oriente y de la influencia de su arte. El estilo orientalizante se despliega principalmente en Corinto desde 725 a alrededor de 625 a. C.. Corinto se convirtió en un importante productor de cerámica fina y en la primera ciudad exportadora a todo lo largo del mundo griego.
Se caracterizó por una fuerte influencia del arte oriental: Aunque el Oriente era mucho menos aficionado a la cerámica que Grecia, su pintura y su escultura mostraban una figuración más fina y más realista. Esta influencia se tradujo en una nueva gama de motivos: esfinges, grifos, leones, etc., representados de manera más realista que en el pasado. En los frisos, el pintor recurrió a lotos o palmetas. Las representaciones humanas eran relativamente raras: consistían en escenas de batallas, de vez en cuando hoplíticas, o también en escenas de caza. Los trazos geométricos subsistieron en el estilo llamado protocorintio: había motivos geométricos y el «relleno» del segundo plano se hacía con rosetas y nuevos motivos decorativos.
Los pintores corintios recurrieron a las figuras negras, principalmente sobre fondo rojo: utilizaron una suspensión coloidal de color castaño que, con la cocción, tomaba un color negro brillante, casi metálico. Esta técnica permaneció mucho tiempo misteriosa, a pesar de los esfuerzos hechos por los ceramistas ingleses del siglo XIX, para descubrir el secreto. Los corintios también inventaron la técnica de incisión en hueco que permitía hacer resaltar la arcilla pálida. Ese estilo se expresó sobre todo en vasos pequeños (aríbalos, alabastrones), cuyas formas aparecieron entonces.

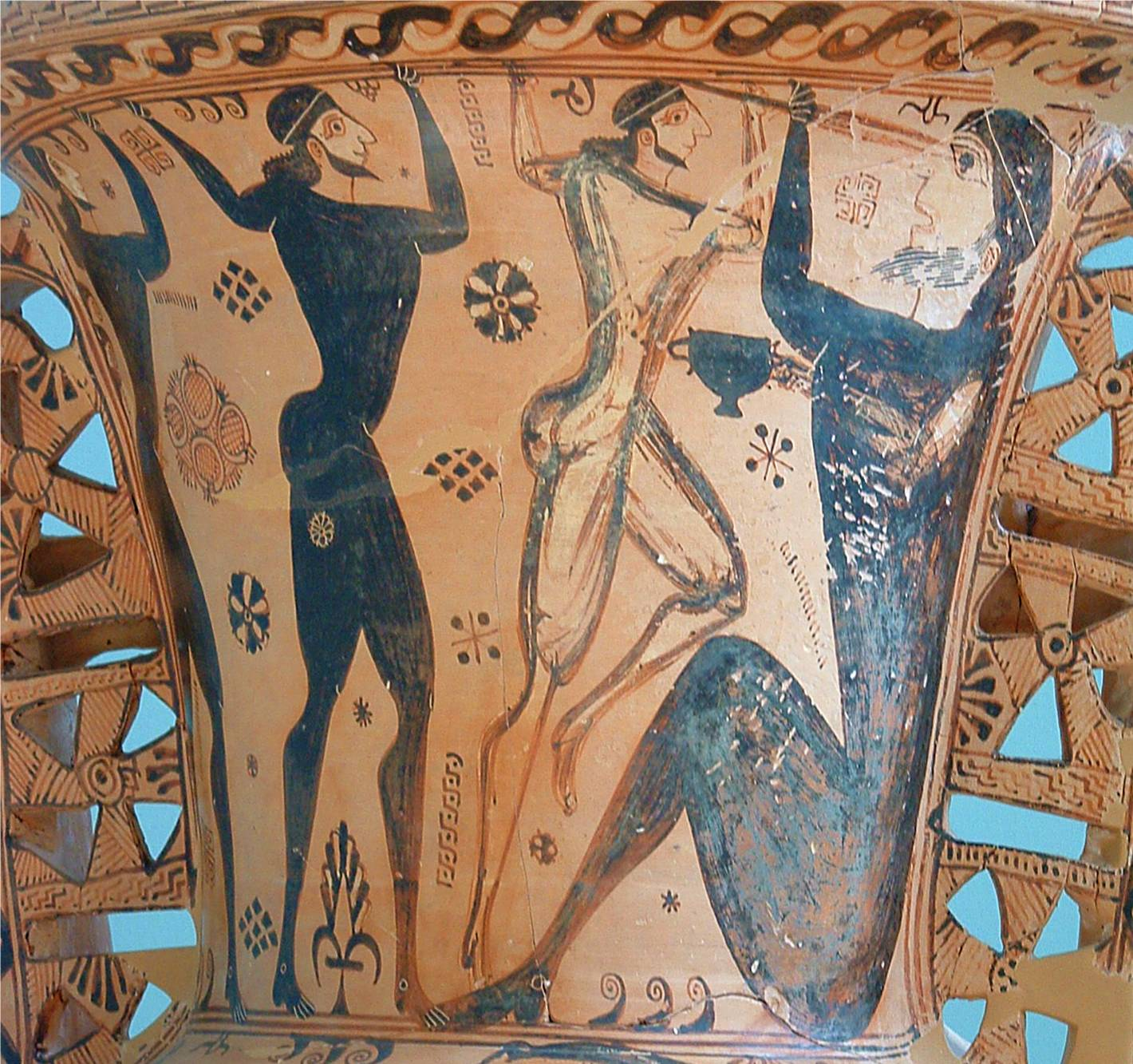
Ulises y Polifemo, detalle de una ánfora protoática, circa 650 a. C., Museo de Eleusis.

Las cerámicas de Corinto fueron exportadas a toda Grecia, y su técnica llegó a Atenas, que desarrolló sin embargo un estilo propio, con la influencia oriental menos marcada. En este periodo calificado de protoático, aparecieron motivos orientalizantes, aunque el trazo era relativamente poco realista. Las pinturas se mostraban vinculadas con escenas típicas del periodo geométrico, como los desfiles de carros. No obstante, adoptaron el principio del dibujo lineal en sustitución de la silueta. A mediados del siglo VII a. C. apareció el estilo blanco y negro: trazo negro sobre fondo blanco, acompañado de policromía para el color de los carros o de las vestiduras. La arcilla utilizada en Atenas, mucho más anaranjada que la de Corinto, se presta menos fácilmente para la representación de los carros.

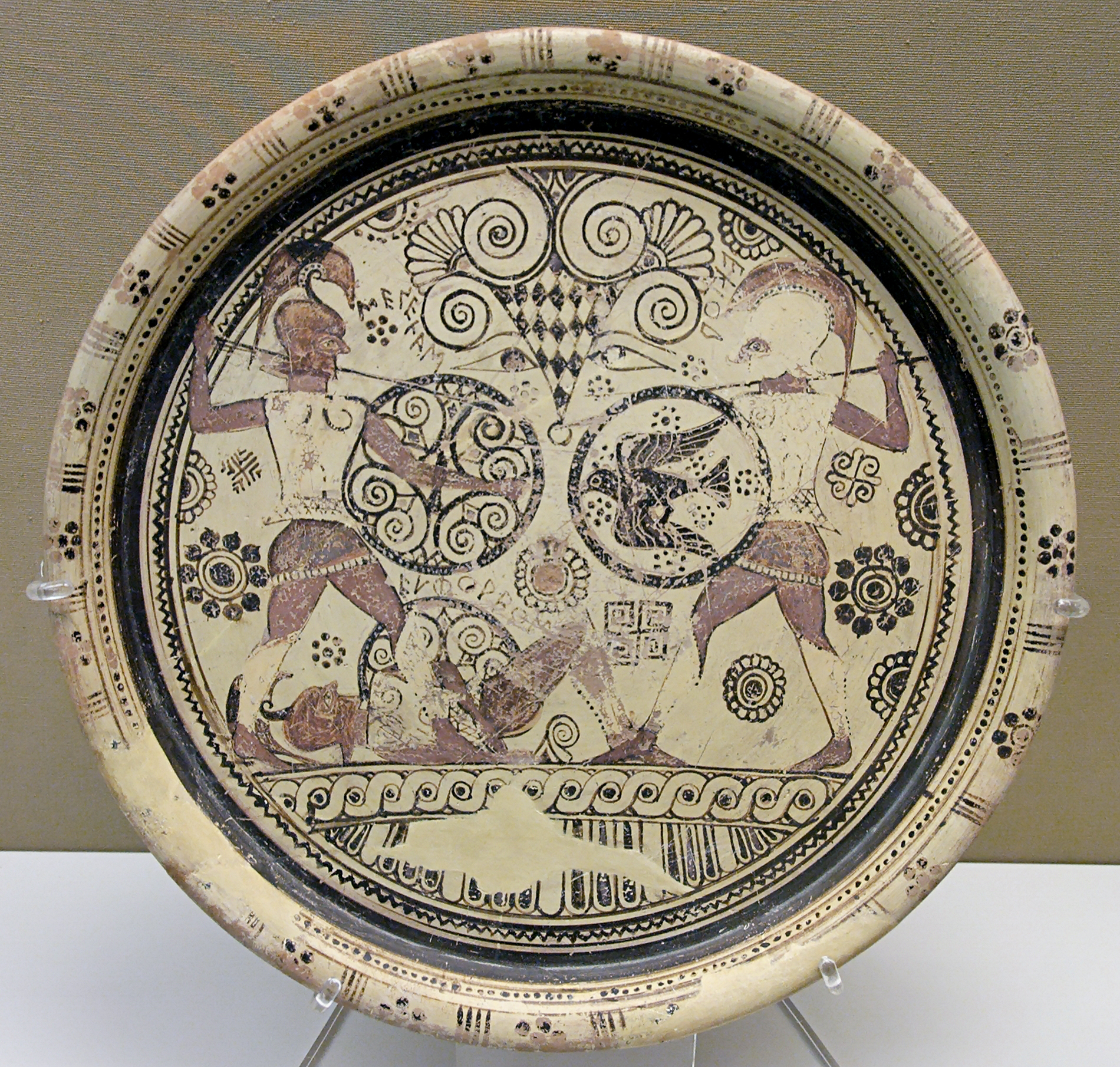
Combate de Menelao y de Héctor sobre el cuerpo de Euforbo, plato del estilo del periodo medio de las cabras salvajes, h. 600 a. C., Museo Británico.

Por su parte, Creta y sobre todo las islas Cícladas, se distinguieron por su atracción por los vasos llamados «plásticos», es decir, aquellos cuya panza o cuello eran moldeados con forma de cabeza de animal o humana. En Egina, el vaso plástico más popular tenía una cabeza de grifo. Las ánforas melias, fabricadas en Paros, debían muy poco a Corinto o a Oriente. Presentaban, como los vasos con relieves, un marcado gusto por las composiciones épicas y un horror vacui que se caracterizaba por el empleo de rosetas y de esvásticas.
Finalmente, se puede identificar un último estilo, el de la «cabra salvaje», atribuido tradicionalmente a Rodas, con motivo de importantes descubrimientos realizados en la necrópolis de Cámiros. De hecho, se extendió por toda Asia Menor, con centros de producción en Mileto y Quíos. Predominaron dos formas: los enócoes, que copiaban modelos de bronce, y los platos, con o sin pies. La decoración estaba organizada en registros superpuestos en los que los animales estilizados, sobre todo las cabras salvajes (que han dado nombre al estilo) que aparecían en frisos. Los numerosos motivos decorativos (triángulos, esvásticas, rosetas, motivos florales) llenaban los espacios vacíos.

### Estilo de figuras negras

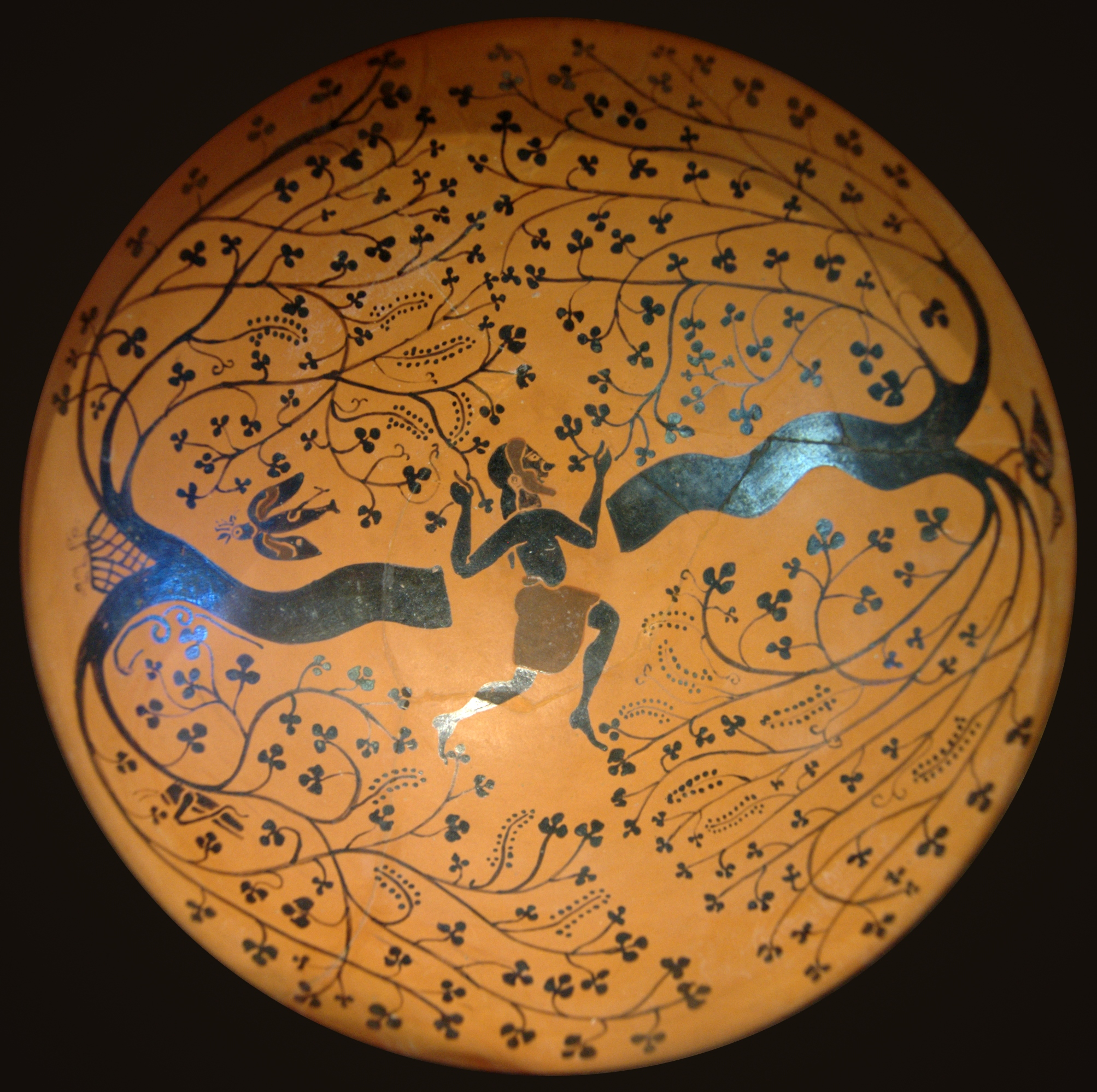
Tondo de la Copa del pajarero, cerámica jónica, h. 550 a. C., Museo del Louvre.

El estilo de figuras negras fue inventado en Corinto en el siglo VII a. C. Los vasos áticos de figuras negras se fabricaron primero bajo la influencia corintia desde circa 620 a. C., y fue llevado a su apogeo por los atenienses entre el 570 y el 525 a. C., alcanzando su mayor grado de perfección.
Se caracterizaba no solo por el dibujo de figuras en negro sobre el fondo de arcilla (más bien roja en el caso de Atenas), sino también por el uso de incisiones. Existía así una serie de pseudo-figuras negras, en las que las bandas claras eran reservadas y no se hacían incisiones en estas. La Copa del pajarero del Louvre es un ejemplo de ello.
La influencia corintia sobre la primera cerámica de figuras negras ateniense, se nota en su decoración, carente de motivos de relleno. Las figuras (principalmente animales: leones, cabras, esfinges, etc.) estaban dispuestas en registros superpuestos y ponían de relieve la escena principal. No obstante, la cerámica ateniense se separó gradualmente de dicha influencia. El gusto por los motivos mitológicos y la composición en único gran registro que prevalecieron entre 550 y 530 a. C. son la muestra de que se creó un estilo propio en la capital ática. Paralelamente, los vasos decorados evolucionaron. El gran vaso funerario deja sitio a los vasos de la vida cotidiana, principalmente las ánforas, hidrias, copas y cráteras.
Se reconocen varios estilos de pintores atenienses, a los que en ocasiones puede atribuírseles un nombre gracias a una obra firmada. Tal es el caso de Clitias, el pintor del Vaso François, en el Museo Arqueológico Nacional de Florencia: esta crátera, descubierta en una tumba etrusca, data de aproximadamente el año 570 a. C. Consta de seis frisos figurativos, en consecuencia, narrativos, y lleva la firma del ceramista, Ergótimos. Lo mismo que Exequias, del que una de las obras más célebres es un ánfora, hoy expuesta en Roma en los Museos Vaticanos, que muestra a Áyax y a Aquiles en Troya, jugando a los dados.
Otros pintores son designados por apelativos convencionales, a menudo debidos a John Beazley (1885-1970), historiador del arte, pionero en el estudio de la cerámica griega. Por ejemplo, el Pintor de la Gorgona tiene el sobrenombre de Dino, sobre el que aparece Medusa.

### Estilo de figuras rojas

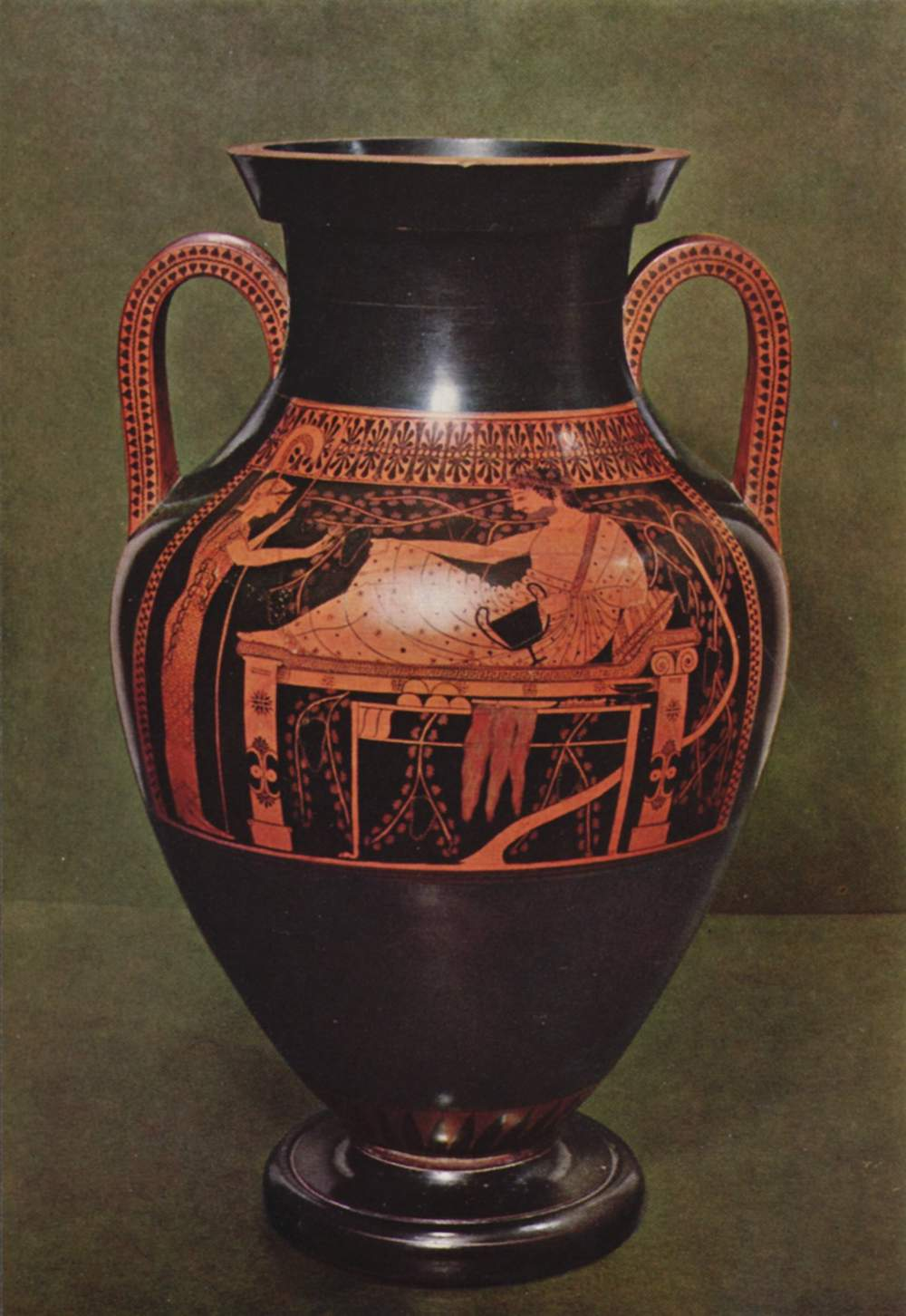
Heracles y Atenea, cara A de una ánfora bilingüe de figuras rojas, obra del Pintor de Andócides, h. 520 a. C., Staatliche Antikensammlungen (Inv. 2301).

El estilo de figuras rojas apareció en Atenas hacia 530-520 a. C. Se convirtió rápidamente en la «punta de lanza» de la producción ática, que le permitió imponerse como la única gran escuela del periodo clásico, consistía en una inversión de la figura negra: el fondo era pintado de negro y las figuras tenían el color de la arcilla. Los detalles eran pintados y nunca incisos. Probablemente fue inventado por un pintor concreto, posiblemente influenciado por un cliente o en realidad por su ceramista. Los nombres de los ceramistas Nicóstenes, Amasis o el Pintor de Andócides fueron citados. Fuera quien fuese, el primer pintor en aplicar esta técnica fue Andócides, del cual se conservan una quincena de cerámicas. A comienzos de este periodo, los pintores hacían coexistir escenas de figuras negras y de figuras rojas, estilo que recibe el nombre de cerámica bilingüe. En estos predominan los temas mitológicos y homéricos, efebos y escenas familiares.
Además de la simple inversión de los colores, la técnica de la cerámica de figuras rojas permitía una mejora del dibujo, sobre todo en la representación de los drapeados, de los cuerpos y de los detalles, cuya precisión suplió la casi completa desaparición de la policromía, ganando en realismo. Los cuerpos femeninos y masculinos son más fácilmente distinguibles, la musculatura estaba mejor definida. En este estilo sobresalió Eufronio, y la representación de los miembros en tres dimensiones (escorzo, transición de la vista del perfil a la del rostro, representación en tres cuartos).
En 480-479, durante las guerras médicas, Atenas fue ocupada por los persas. Sus talleres fueron destruidos —se han encontrado pozos llenos de restos en el barrio del Cerámico— y cuando los atenienses recobraron su ciudad, la producción cerámica tuvo que empezar de nuevo casi de cero. Las reliquias del estilo arcaico fueron abandonadas entonces —con la excepción del grupo manierista del Pintor de Pan— y las figuras rojas definitivamente adoptadas. Algunos pintores, como el de los Nióbides, fueron influenciados por la escultura o el fresco. El dibujo se volvió más sofisticado, mientras que la elección de escenas se orientó más hacia la vida privada, sobre todo con escenas de gineceo: es el «estilo florido», el último gran estilo ateniense. Los elementos de la decoración (flores, plantas) aparecieron a partir del final del siglo V a. C., y el pintor se reconcilió con el horror al vacío que le afectaba en el periodo geométrico: las composiciones fueron más recargadas. Se nota un gusto pronunciado por los detalles y la transparencia de la ropa, así como el movimiento proporcionado por la efervescencia de estos. Volvió la policromía con el recurso a la pintura blanca y dorada. Los arcaísmos persistieron en el centro ateniense, como el recurso a las figura negras en las ánforas panatenaicas, y se inventaron las figurillas de terracota que fueron difundidas por todo el mundo griego y conocidas más tarde con el nombre de «tanagrina».
Fuera de Atenas, la producción de cerámicas pintadas con personajes casi desapareció, excepto en la Magna Grecia. Las de Apulia y Campania (Paestum especialmente) tuvieron una calidad comparable a la de Atenas. Los inicios de la cerámica apulia se remontan al último decenio del siglo V a. C. La producción apulia que al principio era bastante similar al estilo ático, desarrolló poco a poco un lenguaje iconográfico propio. El Pintor de Darío, llamado así por su crátera de volutas que representa a Darío I (Nápoles H3253), ilustró muchos temas contemporáneos de la época de Alejandro Magno. Aunque la cerámica italiota era principalmente destinada al mercado local, fue exportada a la propia Grecia (Corcira, Demetrias), y un poco por la cuenca mediterránea (Croacia, Córcega, Iberia). Algunos talleres se especializaron en escenas de un determinado género, en particular en la farsa flíaca, parodia de las obras áticas de tema heroico.

### Período helenístico

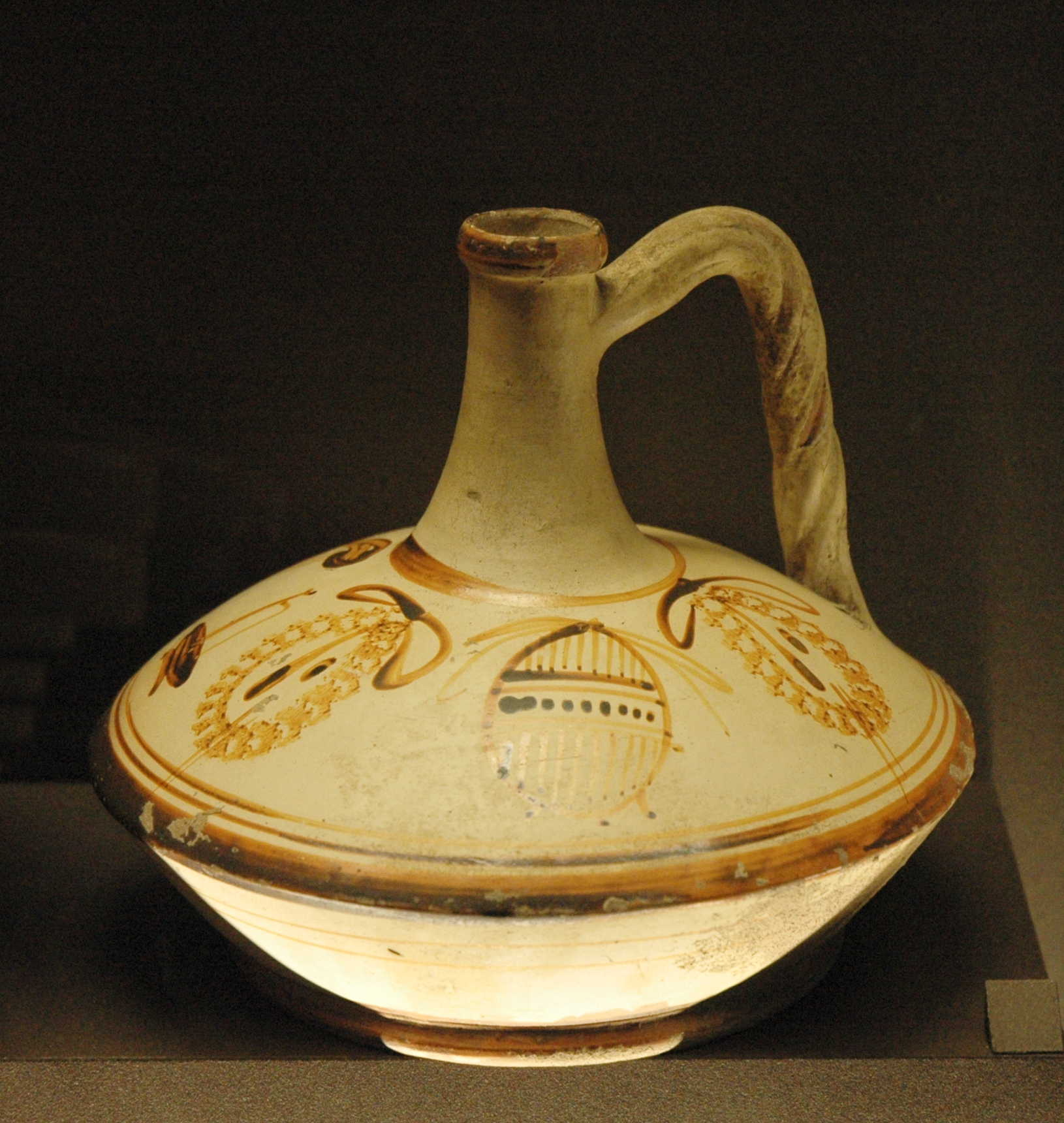
Lágino decorado con instrumentos musicales, 150-100 a. C., Museo del Louvre.

En el periodo helenístico se produce el declive de la pintura de cerámicas, que fueron decoradas más que pintadas. Los vasos más comunes son negros y uniformes, con una apariencia brillante como de barniz, decorado con motivos simples de flores o festones. La cerámica de figuras rojas se extinguió en Atenas a finales del siglo IV a. C., y fue remplazado por lo que se conoce como «cerámica de la ladera occidental», llamada así debido a los hallazgos en la ladera occidental de la Acrópolis de Atenas. Este estilo consistía en pintar un fondo de color tostado y pintura blanca sobre un fondo vidriado negro con algunos detalles incisos, representaciones de personas reducidas que con estilo se remplazaban con motivos más simples como coronas, delfines, rosetas, etc. Variaciones de este estilo se extendieron por todo el mundo griego con centros notables en Creta y Apulia, donde las escenas figurativas eran solicitadas.
En esta época aparece el relieve, indudablemente a imitación de las vasijas hechas con metales preciosos: se aplicaron coronas en relieve al cuerpo de los vasos. Se han encontrado complejos relieves basados en animales o en criaturas mitológicas. En resumen, las formas de los vasos se inspiraron en la tradición del metal.
Los talleres volvieron a una decoración negra brillante adornada con decoraciones florales o animales, o cambiaron radicalmente de postura: si no era posible conseguir colores variados con la cocción, bastaba con pintar el vaso después. En este caso, los colores son evidentemente menos duraderos. Esta técnica estaba generalmente reservada a los vasos funerarios.
No obstante, en ciertos lugares, subsistían focos de producción donde seguían haciendo cerámicas con decoraciones figurativas. En Creta se fabricaron hasta principios del siglo II a. C. escenas mitológicas. Los principales centros de producción fueron Cnosos y Gortina.
Los artistas buscaron una variedad mayor de tintes que en el pasado. Sin embargo, estos colores novedosos eran más delicados y no soportaban el calor. Se tenía que aplicar la pintura después de la cocción, al contrario que en la práctica tradicional. La fragilidad de los pigmentos impedía el uso frecuente de estas cerámicas, y se reservaron para los funerales. Los ejemplares más representativos de este estilo provienen de la antigua ciudad siciliana de Centuripa, donde se trabajó activamente hasta el siglo III a. C.. Estos vasos se caracterizaban por una base pintada de color rosa. Las figuras, a menudo mujeres, se representaban con vestidos coloridos: quitones azul violeta, himationes amarillos, velos blancos, etc. Este estilo tiene reminiscencias de Pompeya y se sitúa más cerca de la pintura contemporánea que de la herencia de la cerámica de las figuras rojas.
En la ciudad pakistaní de Taxila se han hallado diseños helenísticos. Fue colonizada con artesanos y ceramistas después de que la conquistara Alejandro Magno.

## Fabricación

### Materiales
La cerámica griega tenía como material de base arcilla. La de Corinto, desprovista de óxido de hierro, tenía un color blanquecino. Estas diferencias permitieron, mediante un análisis químico, determinar el origen de los vasos cerámicos: de este modo, se ha podido saber que las hidrias de Hadra utilizadas en Alejandría, en el periodo helenístico, como urnas funerarias habían sido fabricadas en Creta y no en Egipto.
La arcilla se extraía de canteras o de minas de arcilla, purificada después mediante lavado durante varias semanas. Se ponía a remojo en grandes estanques donde las partículas finas subían a la superficie y eran recuperadas. Esta etapa permitía eliminar las impurezas que podían provocar el estallido en la cocción. A continuación se secaba al sol cortada en bloques. Después eran almacenados durante algún tiempo para que adquirieran sus cualidades plásticas.

### Elaboración

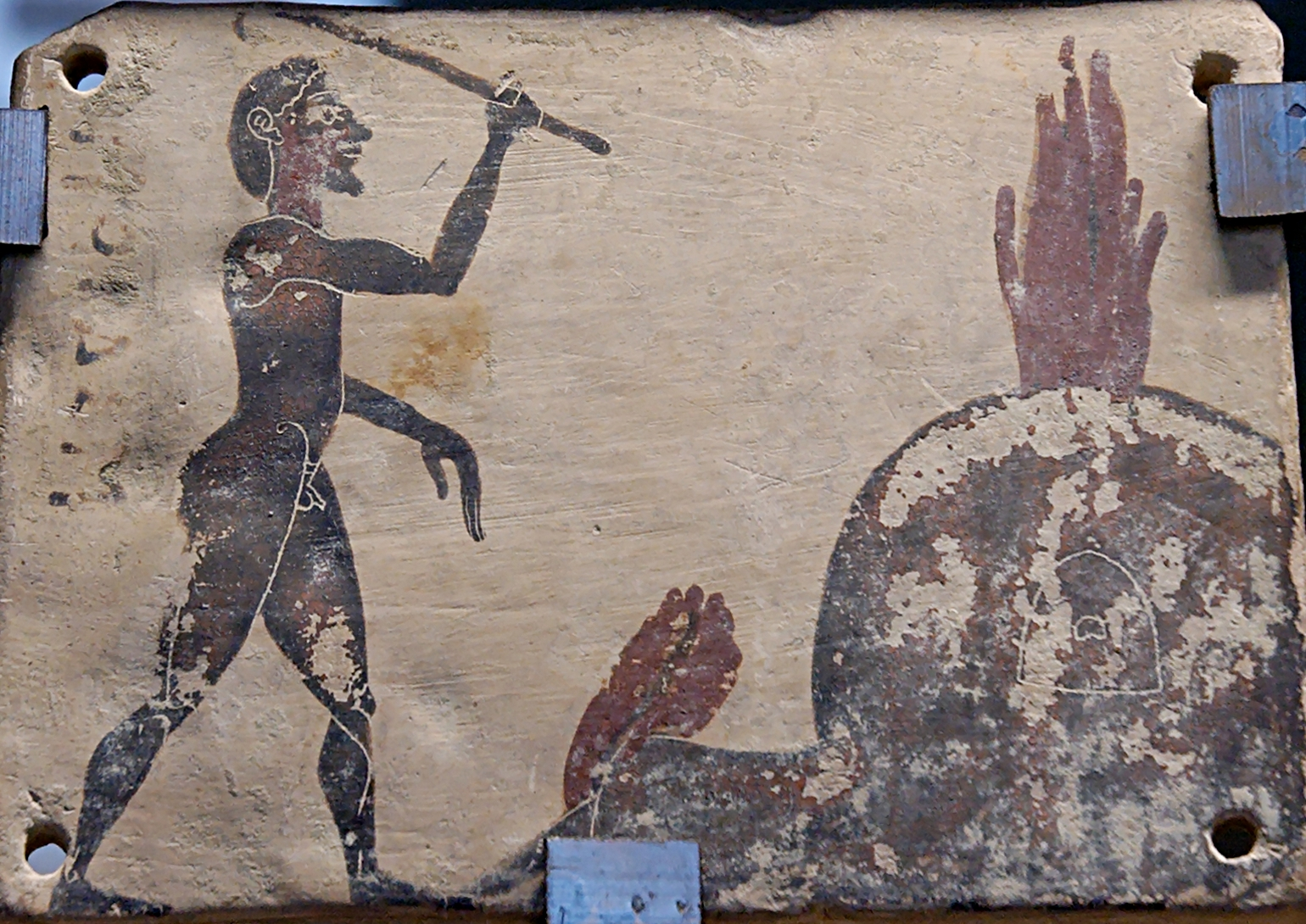
Alfarero en su horno. Placa de estilo corintio descubierta circa 575-550 a. C., Museo del Louvre.

Al fabricar un vaso, el alfarero amasaba la pasta para expulsar las burbujas de aire y trabajaba sobre un torno invención del Oriente próximo llegada a Grecia en el segundo milenio a. C., accionado por el propio alfarero o por un asistente. Los vasos pequeños podían ser montados de una vez, pero las piezas de mayor tamaño estaban constituidas de varias partes que después eran ensambladas en la barbotina (arcilla desleída en el agua recuperada de los estanques de purificación). Incluso por las asas o los pies, los vasos eran moldeados.
Una vez fabricado se ponía a secar. A continuación se pintaba, según una técnica que variaba según el estilo empleado. De manera general, el pintor jugaba con el contraste del color rojo de arcilla y con una capa de color negro.

### Coloración
Por lo que respecta a la cerámica ática de figuras negras o rojas, se utilizó un procedimiento especial a partir del periodo protogeométrico. En la fase de la purificación de la arcilla por decantación y cuando se liberaba de las impurezas, se recuperaba el agua que había servido y se había saturado en arcilla, llamada barbotina. Esta agua se utilizaba para dibujar los motivos decorativos. Mediante la cocción resurgían los dibujos sobre el fondo de color arcilloso. No se trataba, por lo tanto, de pintura. No obstante, algunos resaltos de color podían añadirse después de la cocción.

### Cocción
Una vez se había secado la pintura, el pintor dejaba paso al alfarero para cocción, operación delicada, compuesta de tres etapas:
1. Cocción en atmósfera oxidante (respiraderos abiertos para dejar pasar el dioxígeno) a cerca de 800 °C: el vaso era totalmente rojo.
2. Cocción en atmósfera reductora (respiraderos cerrados) a unos 950 °C, con la añadidura de vegetales en el fuego para producir el ahumado; después la temperatura era bajada a 900 °C. El monóxido de carbono liberado por la combustión incompleta de los vegetales, compuesto reductor, permitía reducir el óxido férrico (Fe2O3) en óxido ferroso (FeO) o en magnetita (Fe3O4) de color negro: el vaso era completamente negro y la parte recubierta con la imprimación negra se vitrificaba, volviéndose impermeable.
3. Cocción en atmósfera reoxidante (respiraderos abiertos) siempre sobre 900 °C: el dioxígeno del aire permitía oxidar el óxido ferroso en óxido férrico en las partes no imprimadas, que se volvían rojas; las partes imprimadas, que previamente se habían vuelto impermeables, quedaban negras.

La cocción era relativamente simple en principio, pero requería atención y experiencia. Se sabe de un cierto número de vasos mal cocidos, malogrados o con pequeñas imperfecciones, producido por un contacto intempestivo con un vaso vecino. Generalmente, esos defectos no impedían la comercialización del vaso.

## Tipología
Los griegos produjeron y usaron muchos tipos de recipientes; desde los más frecuentes y conocidos como el ánfora, las cráteras (para aguar el vino) o la hidria (una jarra para el agua), hasta instrumentos como el anforisco  o vasijas ceremoniales como el kernos.
- alabastrón, frasquito de perfumes (generalmente, de alabastro o vidrio) con la base redondeada destinado a estar suspendido.
- aríbalo, botellita en forma de pera usada para guardar ungüentos y perfumes.
- ánfora, vasija alta y con dos asas junto al cuello, ya terminada en pie chato, ya en punta y de forma fusiforme para colocarla en este caso hundida en el suelo arenoso o bien sobre u montante y cuyo destino era el de guardar y transportar líquidos y granos.
- anforisco, ánfora pequeña (en realidad una ventosa para sacar el sello de las grandes ánforas de almacenamiento y transporte).[2]
- ascos, vasija similar a un botijo deprimido y con un asa por encima, usado para servir el vino aguado.
- bombylios o bombilio, pequeño ungüentario de cuello muy estrecho, similar al alabastrón.
- cántaros o copa de Dioniso, que a veces lleva Heracles. Gran copa con asas elevadas (a pesar de su nombre no tiene nada que ver con el cántaro).
- cratera, vasija grande con boca ancha y dos asas o mangos hacia el tercio interior de la parte ventruda que servía para mezclar en ella el agua y el vino.
- cíato, similar al escifo pero con una sola asa.
- cílica, cáliz o copa de poco fondo, ancha y con dos asas.
- dino, crátera esferoidal montada sobre un pie independiente
- enócoe, jarra con asa y que tiene por lo común la boca trebolada cuyo destino era verter el vino en las copas.
- escifo, vaso o taza semiesférica o en forma de cono truncado con dos asas.
- estamno, cratera de asas pequeñas y de boca menos ancha, que se produce en un periodo concreto.
- guttus, nombre que en Roma se le daba a un pequeño ungüentario de cuello muy estrecho similar a una aceitera.
- hidria, gran vasija precedente de la tinaja, provista de tres asas dispuestas de modo que pueda volcarse fácilmente, que se destinaba a depósito de agua.
- kélebe, ánfora ventruda y con pie chato y asas que suben hasta la boca.
- kernos, vaso múltiple o conjunto de vasos unidos que servían para ceremonias religiosas.
- lagena, vasija similar a un pequeño cántaro o una botella, para servir el vino.
- lécito, frasco de estrecho y largo cuello con asa en el mismo destinado a guardar aceite o perfumes.
- lécane, plato hondo con tapadera semejante a un píxide muy achatada, usado en la cocina.
- lecánide, vasija con tapa para joyas, ungüentos, etc.
- olpe, jarrito panzudo y con asa.
- oxybaphon, cratera con las asas en el tercio superior de la vasija.
- pélice, tipo de ánfora
- pithos, gran vasija esferoidal y de boca estrecha.
- píxide, pote achatado y con tapadera para servicios de tocador.
- psictera, cuerpo bulboso, colocado sobre una base alta y estrecha que se utilizaba para refrigerar el vino.
- ritón, vaso para beber que tiene la forma de cuerno terminado en hocico de animal y con un asa.

Los vasos que se empleaban en el culto, además de kernos se llaman ápteras, preferículos, fiales y símpulos, los cuales son por lo común de metal artísticamente labrado. Otras ánforas o jarrones grandes y elegantísimos que eran objetos de lujo se destinaban a premios para los vencedores en juegos públicos y a regalos o aguinaldos siendo entre todos muy célebres las ánforas panatenaicas de ancha boca y pie sólido.

### En castellano
- Trias de Arribas, Gloria (1967). Cerámicas griegas de la Península Ibérica. Valencia: The William L. Bryan Foundation. OCLC 310711910. Consultado el 29 de septiembre de 2020.
- Speake, Graham (1999). Diccionario de historia del mundo antiguo. Akal. ISBN 9788446010333. Consultado el 5 de abril de 2016.
- Caro Bellido, Antonio (2008). Diccionario de términos cerámicos y de alfarería. Cádiz: Agrija Ediciones. ISBN 84-96191-07-9.
- Carmen Padilla Montoya, Equipo Staff, Paloma Cabrera Bonet, Ruth Maicas Ramos (2002). Diccionario de materiales cerámicos. Madrid: Subdirección General de Museos. Ministerio de Educación, Cultura y Deporte. Secretaría General Técnica. Centro de Publicaciones. ISBN 8436936388.
- Fatás Cabeza, Guillermo; Borrás, Gonzalo (1993). Diccionario de Términos de Arte. Madrid: Anaya. ISBN 84-7838-388-3.
- Guillém Monzonís, Claudio; Guillém Villar, Maria del Carmen (1987). Diccionario cerámico científico práctico. Sociedad Española de Cerámica y Vidrio. ISBN 9788439887454.

### En inglés
- John Beazley:
  - Attic Black-Figure Vase Painters, Oxford University Press, Oxford, 1956.
  - Attic Red-Figure Vase Painters, Oxford University Press, Oxford (segunda edición), 1963.
  - Paralipomena, Oxford University Press, Oxford, 1971.
- John Boardman:
  - Aux origines de la peinture sur vase en Grèce, Thames & Hudson, coll. «L'Univers de l'art», Londres, 2003, ISBN 2-87811-157-5.
  - Les Vases athéniens à figures noires, Thames & Hudson, coll. «L'Univers de l'art», Londres, 2003, ISBN 2-87811-103-6.
  - Les Vases athéniens à figures rouges. La Période archaïque, Thames & Hudson, coll. «L'Univers de l'art», Londres, 2003, ISBN 2-87811-114-1.
  - Les Vases athéniens à figures rouges. La Période classique, Thames & Hudson, coll. «L'Univers de l'art», Londres, 2003, ISBN 2-87811-181-8.
- Arthur Dale Trendall, Red figure Vases of South Italy and Sicily, Thames & Hudson, Londres, 1989.
- Tom Rasmussen (dir.), Looking at Greek Vases, Cambridge University Press, 1991, ISBN 0-521-37679-3.

### En francés
- Charles Dugas, La Céramique grecque, Payot, París, 1924.
- François Villard, Les Vases grecs, Presses universitaires de France, París, 1956.

### En griego
- Μαρία Εγγλέζου, Ελληνιστική Κεραμεική Κρήτης: Κεντρική Κρήτη, Ταμείο αρχαιολογικών πόρων, Athènes, 2005, ISBN 960-214-436-X.